# 法国对科西嘉的征服
法国对科西嘉的征服是法兰西王国军队在诺埃尔·祖达·德·沃克斯率领下，对由帕斯夸莱·保利领导的科西嘉共和国军队发动的一次成功远征。1768年5月，在七年战争结束后，法国发起了这场军事行动。一支法国远征军在科西嘉岛登陆，当时该岛由科西嘉共和国统治。法国军队向内陆推进，试图镇压科西嘉方面的抵抗。然而在博尔戈战役中，法军遭遇意外挫败。随后诺埃尔·祖达·德·沃克斯被任命为新的远征军指挥官，并于1769年在蓬泰诺沃战役中彻底击溃科西嘉军队，基本终结了科西嘉的抵抗。
由于缺乏足够的兵力和意志，科西嘉军最终无力再战，被迫投降。战败后，法国吞并了科西嘉，但由于许多科西嘉人逃入山区并发动游击战，法国花费了一年时间才完成对该地的统治。帕斯夸莱·保利逃往英国，在当地备受推崇，并成为塞缪尔·约翰逊餐饮俱乐部的成员。
科西嘉一直处于法国统治之下，直至1794年英—科联军发动远征，成功夺取该岛，并建立了英屬科西嘉王国，保利被推举为统治者。然而在1796年10月19日，法国重新夺回科西嘉，并将其正式并入法兰西，成为法国的一个省份。